# Kilosekund
Kilosekunder (forkortet ks) er et alternativ til de beregningsmæssigt upraktiske enheder timer og minutter. Der gælder selvsagt 1 ks = 1000 s.
Ved brug af kilosekunder er det nødvendigt at vænne sig til at ét døgn er 86,4 ks. Til gengæld kan man glemme tallene 60, 60 og 24. Et kilosekund er lidt mere end et kvarter.
I praksis har kilosekundet ikke stor udbredelse i dag.

## Eksempler på beregninger med kilosekunder
Hvis en bil kører med hastigheden 25 km/ks, hvor langt kommer den så på 10 ks? Svaret er 250 km. Hvis føreren af den samme bil ser en forhindring på vejen og har en reaktionstid på 1 s, hvor langt kommer han så før han reagerer? Svaret er let da 25 km/ks er det samme som 25 m/s, så reaktionslængden er 25 m.
I modsætning til dette er det vanskeligt hurtigt at vurdere reaktionslængden hvis hastigheden angives som 90 km/h.
Hvis en elpære på 40 W er tændt i 5 ks, hvor meget energi har den så forbrugt? Svaret er 200 kWs der umiddelbart er det samme som 200 kJ.
I modsætning til dette skaber enheder som kilowatt-time (kWh) og deres sammenhæng med SI-enheden joule ofte forvirring. Enheden kWh er særligt besynderlig, fordi en watt er defineret som en joule divideret med et sekund. Derefter at gange med time fører derfor til en "inkohærent" enhed indeholdende faktoren 3600.